# بیمال روی
بیمال روی (বিমল রায়؛ ۱۲ ژوئیهٔ ۱۹۰۹ – ۸ ژانویهٔ ۱۹۶۶) یک کارگردان، فیلم‌بردار، تهیه‌کننده و فیلم‌نامه‌نویس اهل کشور هند بود.

## جوایز
وی در طول سال‌های فعالیتش برندهٔ جوایزی همچون جوایز فیلم‌فیر شده بود.